# Wiscasset (város, Maine)
Wiscasset település az Amerikai Egyesült Államok Maine államában, Lincoln megyében, melynek megyeszékhelye is. Lakosainak száma 3742 fő (2020. április 1.).

## Népesség
A település népességének változása:

| 2010 | 3 732 |
| 2020 | 3 742 |